# Comuna Tătărăni, Vaslui
Tătărăni este o comună în județul Vaslui, Moldova, România, formată din satele Bălțați, Crăsnășeni, Giurgești, Leoști, Manțu, Stroiești, Tătărăni (reședința), Valea lui Bosie și Valea Seacă. Se află la 10 km vest de municipiul Huși și este străbătută de drumul DJ 224E DN24B Huși - Boțești - Miclești.

## Geografie
Localitatea se afla in partea cea mai puțin caracteristică a Podisului Central Moldovenesc (sectorul de sud), pe valea râului Crasna,care este tangent la sud de aceasta. Din punct de vedere litologic, in toate formațiunile argilele si nisipurile, calcar oolitic, luturi loessoidiene, aluviuni argilo-nisipoase și prundișuri de terasă(la sud de Valea lui Bosie). Radiația solară este de 115 kcal/cmp,iar temperatura medie anuală este de 9,3 °C. Precitațiile atmosferice au valori cuprinse intre 587mm/an și 600mm/an. Vânturile de nord-est și est, vestite prin frigul pe care il aduc iarna (Crivațul) și prin masele de aer fierbinți din unele zile de vară, au aici o frecvență redusa. Viteza vântului variază în funcție de anotimp intre 6,5 m/s iarna si 1,6 m/s vara.

## Demografie
Componența etnică a comunei Tătărăni
     Români (95,32%)
     Alte etnii (0%)
     Necunoscută (4,68%)
Componența confesională a comunei Tătărăni
     Ortodocși (93,92%)
     Adventiști (1,4%)
     Alte religii (0%)
     Necunoscută (4,68%)
Conform recensământului efectuat în 2021, populația comunei Tătărăni se ridică la 1.925 de locuitori, în scădere față de recensământul anterior din 2011, când fuseseră înregistrați 2.171 de locuitori. Majoritatea locuitorilor sunt români (95,32%), iar pentru 4,68% nu se cunoaște apartenența etnică. Din punct de vedere confesional, majoritatea locuitorilor sunt ortodocși (93,92%), cu o minoritate de adventiști (1,4%), iar pentru 4,68% nu se cunoaște apartenența confesională.

## Politică și administrație
Comuna Tătărăni este administrată de un primar și un consiliu local compus din 11 consilieri. Primarul, Mihai Băhnăreanu[*], de la Partidul Alianța Liberalilor și Democraților, este în funcție din 2016. Începând cu alegerile locale din 2024, consiliul local are următoarea componență pe partide politice:
|  | Partid                          | Consilieri | Componența Consiliului | Componența Consiliului | Componența Consiliului | Componența Consiliului | Componența Consiliului |
|  | ------------------------------- | ---------- | ---------------------- | ---------------------- | ---------------------- | ---------------------- | ---------------------- |
|  | Partidul Social Democrat        | 5          |                        |                        |                        |                        |                        |
|  | Partidul Național Liberal       | 3          |                        |                        |                        |                        |                        |
|  | Uniunea Salvați România         | 1          |                        |                        |                        |                        |                        |
|  | Alianța pentru Unirea Românilor | 1          |                        |                        |                        |                        |                        |
|  | Partidul Ecologist Român        | 1          |                        |                        |                        |                        |                        |

## Sport
Echipa de fotbal: FC Star Tătărăni